# Li Zhun

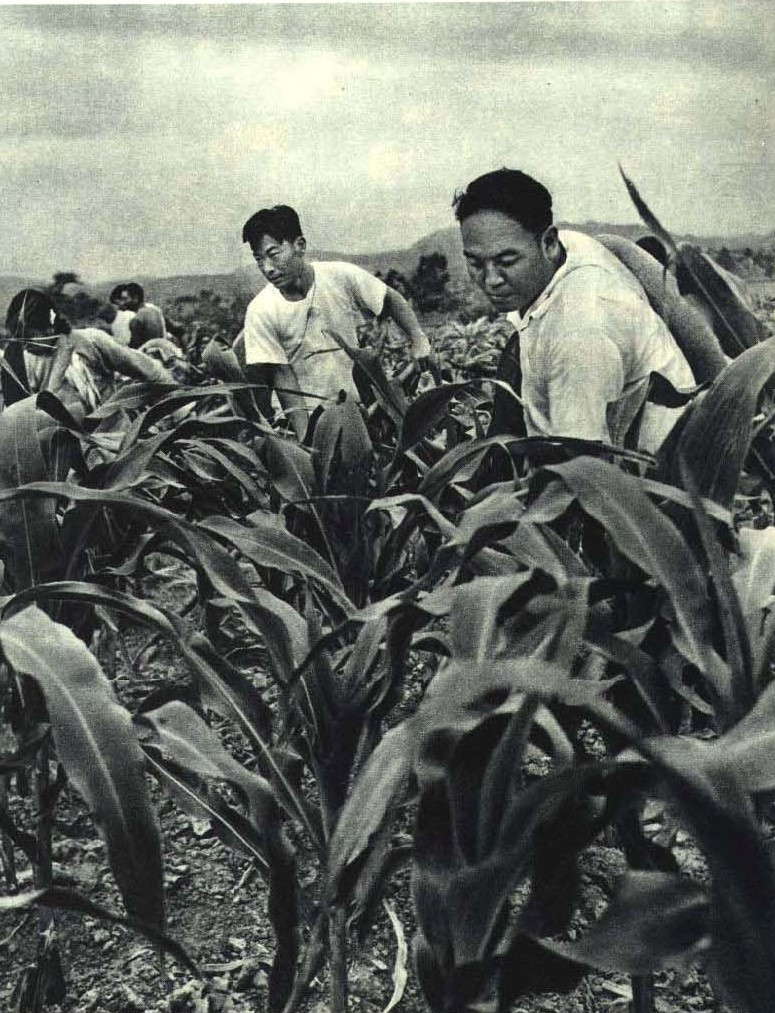
Li (1963)

Li Zhun (chinesisch 李准, Pinyin Lǐ Zhǔn, eigentlich Mu Huali; * 17. Mai 1928 im Kreis Luoyang, Provinz Henan; † 2. Februar 2000 in Peking) war ein chinesisch-mongolischer Schriftsteller.

## Leben
Er wurde als Sohn eines mongolischen Krämers und Posthalters geboren. Schon in seiner Kindheit wurde ihm die klassische europäische und chinesische Literatur nahegebracht. Nach nur kurzem Schulbesuch war er ab 1943 als Ladengehilfe tätig. Ab 1949 arbeitete er als Postbote, Bankangestellter und Lehrer. Zeitweise war er in der Leitung einer landwirtschaftlichen Produktionsgenossenschaft beschäftigt. 
Bereits in den 1940er Jahren schrieb er Stücke für ein Dorfensemble. Ab Mitte der 1950er Jahre verfasste er Kurzgeschichten, Erzählungen und Filmszenarien. Insbesondere widmete er sich dabei den Konflikten des ländlichen Lebens. Als bekanntester Text gilt Li Shuangshuang xiao zhuan aus dem Jahr 1960, in dem er die Konflikte einer emanzipierten Bäuerin beschreibt. In seinem 1980 entstanden Text Mangguo greift er in Form einer scharfen Satire den Personenkult um Mao Zedong an.

## Werke (Auswahl)
- Buneng zuo natiaolu, 1953 (deutsch: Diesen Weg darfst du nicht gehen!, 1955)
- Binghua xuexiao, 1956
- Luhua fangbai de shihou, 1957
- Xiaokang renjia, 1958
- Lao bing xin zhuan, 1958
- Ye zou luotuoling, 1959
- Chelun de zheyin, 1959
- Li Shuangshuang xiao zhuan, 1960
- Chunzhen, 1962
- Huanghe dongliu qu, 1979/1984; 1985 ausgezeichnet mit dem Mao-Dun-Literaturpreis
- Mangguo, 1980